# تماشاخانه گلن هلن
تماشاخانه گلن هلن (انگلیسی: Glen Helen Amphitheater) یک تماشاخانه روباز در سن برناردینو، کالیفرنیا است که بزرگترین محل اجرای موسیقی در ایالات متحده آمریکا است.
این تماشاخانه که در سال ۱۹۹۳ تأسیس شده و متعلق به فرمانداری شهرستان سن برناردینو، کالیفرنیا است ۶۵٬۰۰۰ نفر ظرفیت دارد.